# Gertrud-von-le-Fort-Gymnasium Oberstdorf
Das Gertrud-von-le-Fort-Gymnasium Oberstdorf, gegründet 1924 und seit 1976 benannt nach der Dichterin Gertrud von le Fort, ist das südlichste Gymnasium Deutschlands. Es wird vorwiegend von Schülern aus dem südlichen Oberallgäu und dem benachbarten Kleinwalsertal (Österreich) besucht. Die Schule ist Partnerschule des Wintersports.

## Geschichte
Dank der Initiative von 65 Oberstdorfer Bürgern konnte am 2. September 1924 die Privat-Realschule Oberstdorf den Unterricht im heutigen Sitzungssaal des Alten Rathauses in Oberstdorf aufnehmen. Am 8. Januar 1926 zog sie, aus zwei Klassen bestehend, in die Villa Maria an der Fuggerstraße um, nachdem der Markt dieses Gebäude umgebaut und dem Realschulverein unentgeltlich zur Verfügung gestellt hatte. Die Schule nannte sich nunmehr Real- und Lateinschule Oberstdorf. Im Bestreben, den Aufbau der Schule voranzubringen, wurden auch die Kurgäste beworben: So wurde beispielsweise mittels Prospekt auf zwei Pensionen hingewiesen, in denen erholungsbedürftige Kinder Unterkunft finden und gleichzeitig ihre schulische Ausbildung fortsetzen könnten; denn die „Oberstdorfer Realschule mit Lateinbetrieb“ sei auch gegründet worden, „um nicht hinter anderen Kurorten geringerer Bedeutung zurückzustehen“.
Mit dem Schuljahr 1928/29 änderte sich das Profil der Schule erneut. Sie nannte sich nun bis zum Jahr 1938 Privat-Realschule Oberstdorf mit Handelsabteilung, nachdem eine in zwei Kursen geführte Handelsabteilung angegliedert worden war. Mit der Einrichtung der 6. Jahrgangsstufe im Schuljahr 1929/30 war der Ausbau der Schule vorerst zu Ende gekommen. Im Folgejahr erhielt sie „die volle staatliche Genehmigung und Anerkennung“. Aufgrund der ansteigenden Schülerzahlen ließ der Markt in den Jahren 1933 bis 1938 das Schulhaus erweitern und ausbauen.
Um die Finanzierung und den Bestand der Schule zu gewährleisten, übernahm der Markt Oberstdorf am 1. April 1938 die bisherige Privat-Realschule, womit diese nun als Gemeindliche Realschule Oberstdorf den staatlichen Schulen gleichgestellt war. Zugleich kam, bedingt durch die politischen Gegebenheiten, als weiteres Einzugsgebiet das benachbarte Kleinwalsertal (Österreich) hinzu. Die Schule, jetzt Gemeindliche Oberschule für Jungen, wurde zur Vollanstalt ausgebaut (1940/42), sodass am 1. April 1942 erstmals Schüler mit dem Reifezeugnis die Schule verließen.
Infolge der Wirren des Krieges fand nach den Osterferien 1945 kein Unterricht mehr statt. Am 14. Januar 1946 wurde die Gemeindliche Oberrealschule für Jungen, Oberstdorf wieder eröffnet und der Unterrichtsbetrieb nach und nach aufgenommen. Jedoch konnte erst ab dem Schuljahr 1949/50 in sämtlichen Fächern ohne Kürzung unterrichtet und Wahlunterricht eingerichtet werden. Der Abiturjahrgang 1955/56 erhielt erstmals nach einer nunmehr neunjährigen gymnasialen Schulzeit das Reifezeugnis.
Um den Markt Oberstdorf von den Kosten weitgehend zu entlasten, wurde am 2. März 1957 die Schule als eine der ersten gemeindlichen Schulen Bayerns verstaatlicht und somit Staatliche Oberrealschule Oberstdorf. Zum Schuljahresbeginn 1959/60 bezog sie dann das neu erbaute Schulgebäude an der Rubinger Straße. Neben dem mathematisch-naturwissenschaftlichen Bildungsweg (mit der Sprachenfolge der alten Oberrealschule: Englisch, Latein oder Französisch) wurde zu Beginn des Schuljahrs 1964/65 ein neusprachlicher Zweig (mit der Sprachenfolge des alten Realgymnasiums: Englisch, Latein, Französisch) angeboten.
Ab 1965 lautete der Name der Schule: Gymnasium Oberstdorf. Mathematisch-naturwissenschaftliches und Neusprachliches Gymnasium. Mit Erlass des österreichischen Bundesministeriums für Unterricht vom 21. Februar 1966 wurde für die Schüler aus dem Kleinwalsertal (Österreich) das am Gymnasium Oberstdorf erworbene Reifezeugnis dem einer österreichischen Mittelschule (allgemeinbildenden höheren Schule) gleichgestellt. Der Zustrom an Schülern und die Größe des Einzugsbereichs brachten es mit sich, dass ab September 1968 im nördlich gelegenen Sonthofen eine Zweigschule errichtet wurde. Zum 1. August 1974 wurde diese dann selbständig als Gymnasium Sonthofen. Mathematisch-naturwissenschaftliches Gymnasium. Daneben bestanden ab 1972/73 Planungen für eine weitere Oberstdorfer gymnasiale Tochter in Immenstadt, die ab 1978 mit dem jetzigen Gymnasium Immenstadt realisiert wurden.
Aus Anlass des 100. Geburtstags der von 1940 bis 1971 in Oberstdorf lebenden und dort begrabenen Dichterin Gertrud von le Fort wurde die Schule am 9. Oktober 1976 in Gertrud-von-le-Fort-Gymnasium umbenannt. Seit 2003 bestehen die Bildungswege des naturwissenschaftlich-technologischen und des sprachlichen Gymnasiums.

## Schulprofil und pädagogisches Angebot
Die Schule führt in neun Jahren (G9) zur allgemeinen Hochschulreife. Dabei werden die beiden Ausbildungsrichtungen des naturwissenschaftlich-technologischen Gymnasiums bzw. des sprachlichen Gymnasiums angeboten. An Fremdsprachen können Englisch, Latein, Französisch und Italienisch erlernt werden.
Neben dem Pflichtunterricht bestehen Arbeitsgemeinschaften wie Chor, Violine, Orchester, Schulband, Bläserensemble, Retro-PC, Töpfern, Theater, Schülerfirma und Schulgarten. Zusätzliche Sportgruppen sind eingerichtet in den Sportarten Akrobatik, Badminton, Basketball, Volleyball, Golf, Schwimmen, Sportklettern und Ski alpin bzw. nordisch. Im Rahmen der Schülermitverantwortung gibt es Aktivitäten in den Bereichen Tutoren, Mediatoren, und Veranstaltungen wie den Unterstufenfasching, Nikolausnachmittag und Projekttag.
Ein Schulsanitätsdienst steht zur schnellen, kompetenten Notfallversorgung bereit.
Schullaufbahnberatung und schulpsychologische Betreuung können in Anspruch genommen werden. Im Rahmen der intensiven Zusammenarbeit mit dem Sportinternat in Oberstdorf besteht eine besondere schulische Betreuung der Leistungssportler mit zusätzlichem Nachführunterricht.
Die Schule ist Partnerschule des Wintersports und eine „Eliteschule des Sports“. Sie versucht in besonderer Weise, Spitzensport und schulische Erfordernisse in Einklang zu bringen. Im Schuljahr 2008/09 wurde erstmals in der 5. Jahrgangsstufe eine eigene Sportklasse eingerichtet.
Für alle Schüler gibt es die Möglichkeit zum Kauf kleiner Mahlzeiten am Schulkiosk. Daneben wird ein warmes Mittagsmenu angeboten.

## Schulfeste und Veranstaltungen
- Adventskonzert
- Sommerkonzert
- Theateraufführungen (klassische, fremdsprachliche, mundartliche Stücke)
- Kennenlerntage (5. Jahrgangsstufe)
- Schulfasching
- Skikurs (6. Jahrgangsstufe)
- Schullandheimaufenthalt
- Sporttage
- Betriebserkundungen
- Betriebspraktikum
- Exkursionen
- Studienfahrt nach Berlin (10. Jahrgangsstufe)
- Abschlussfahrt / Studienfahrt (12. Jahrgangsstufe)
- Chor- und Orchesterfahrt

Seit 2003 findet an der Schule jährlich der Internationale Filmgipfel statt, ein internationales Filmfestival mit angegliederter Lehrerfortbildung.

## Schüleraustausche und Partnerschaften
Das Gymnasium unterhält Partnerschaften und damit einen regelmäßigen Schüleraustausch mit folgenden Schulen:
- Lycée J. Moulin, Pézenas, Frankreich
- Lahden Lyseo, Lahti, Finnland
- Boerne High School, Boerne (Texas), USA
- Collèges Sasserno, Nazareth, Nizza, Frankreich
- Istituto Tecnico A. Lunardi, Brescia, Italien
- Thor Heyerdahl VGS, Larvik, Norwegen

## Die Namensgeberin der Schule
Die Dichterin Gertrud von le Fort (1876–1971) lebte von 1940 bis zu ihrem Tod 1971 in Oberstdorf. Neben vielen Ehrungen, die ihr zuteilwurden, findet sich auch die der Ehrenbürgerin von Oberstdorf (1956). Gertrud von le Fort ist auf dem Oberstdorfer Waldfriedhof in einem Ehrengrab bestattet. Sie, obwohl eine der bedeutendsten Dichterinnen im 20. Jahrhundert, ist heute zu Unrecht in Vergessenheit geraten. Bei der Namensgebung der Schule am 11. Oktober 1976 wurde der damit verbundene Auftrag für die Schule so formuliert: „Lehrer und Schüler unseres Gymnasiums sind nun in eindrucksvoller Weise angeregt, Gertrud von le Fort, ihr Wesen und ihr Schaffen in einem ähnlichen Verlangen nach Nähe lieben zu lernen, wie sie selbst danach verlangte, allem ihre Liebe entgegenzubringen, was ihre Aufmerksamkeit erweckte und ihrer Sympathie würdig war.“

## Bekannte ehemalige Schüler
- Katharina Althaus (* 1996), Skispringerin
- Petra Born (* 1965), Eiskunstläuferin
- Crescentia Dünßer (* 1960), Schauspielerin und Regisseurin
- Florian Eckert (* 1979), Skirennläufer
- Thomas Gehring (* 1958), Landtagsabgeordneter
- Vinzenz Geiger (* 1997), Nordischer Kombinierer
- Sebastian Jacoby (* 1978), Curler und Quizspieler
- Carolina Kostner (* 1987), Eiskunstläuferin
- Hanspeter Lanig (1935–2022), Skirennläufer, letzter Medaillengewinner bei Olympischen Spielen mit Holzskiern (1960)
- Christian Leitges (* 1966), Generalmajor der Luftwaffe
- Thomas Müller (* 1961), Nordischer Kombinierer
- Karl Richter (* 1936), Professor für Neuere deutsche Philologie und Literaturwissenschaft
- Konstanze Röhrs (* 1962), Skirennläuferin
- Johannes Rydzek (* 1991), Nordischer Kombinierer
- Dieter Salomon (* 1960), Oberbürgermeister
- Norbert Schramm (* 1960), Eiskunstläufer
- W. G. Sebald (1944–2001), Schriftsteller
- Georg Späth (* 1981), Skispringer
- Susanne Stadlmüller (* 1984), Eiskunstläuferin
- Gina Stechert (* 1987), Skirennläuferin
- Johannes Stehle (* 1981), Skirennläufer
- Thaddäus Steiner (1933–2017), Gymnasiallehrer
- Sebastian Stock (* 1977), Curler
- Hansjörg Tauscher (* 1967), Skirennläufer
- Jan Peter Tripp (* 1945), Maler und Grafiker
- Ellen von Unwerth (* 1954), Fotografin
- Christian Wagner (* 1959), Filmregisseur und Drehbuchautor
- Horst Weiß (* 1953), Maler